# Raïon de Jytkavitchy
Le raïon de Jytkavitchy (en biélorusse : Жыткавіцкі раён, Jytkavitski raïon ; en russe : Житковичский район, Jitkovitchski raïon) est une subdivision de la voblast de Homiel ou Gomel, en Biélorussie. Son centre administratif est la ville de Jytkavitchy.

## Géographie
Le raïon couvre une superficie de 2 910 km2 à l'ouest de la voblast. La forêt occupe 56,3 % du territoire du raïon et les cours d'eau, les lacs et les marais 14 %. Il est arrosé par la Pripiat.
Le raïon de Jytkavitchy est limité au nord par la voblast de Minsk (raïon de Liouban et raïon de Salihorsk), à l'est par le raïon de Petrykaw, au sud par le raïon de Leltchytsy, à l'ouest par la voblast de Brest (raïon de Louninets et raïon de Stoline).

## Histoire
Le raïon a été fondé le 17 juillet 1924.

## Population

### Démographie
La population du raïon s'élevait à 40 838 habitants en 2009. Avant la catastrophe de Tchernobyl, en 1986, le raïon comptait 59 400 habitants. Le raïon est peu urbanisé : la population urbaine ne regroupe que 46,2 % de sa population totale et la population rurale 53,8 %. Le raïon compte deux villes : Jytkavitchy et Touraw.
Les résultats des recensements de la population (*) font apparaître une baisse presque continue de la population depuis 1959. Ce déclin s'est accéléré dans les premières années du XXIe siècle :
| 1959*  | 1970*  | 1979*  | 1989*  | 1999*  | 2009*  |
| ------ | ------ | ------ | ------ | ------ | ------ |
| 58 989 | 61 319 | 55 886 | 52 272 | 49 620 | 40 838 |

### Nationalités
La population du raïon se compose de trois nationalités principales :
- Biélorusses : 95,1 % ;
- Russes : 2,7 % ;
- Ukrainiens : 1,1 %.

### Langues
En 2009, la langue maternelle était le biélorusse pour 82,9 % des habitants et le russe pour 15,1 %. Le biélorusse était parlé à la maison par 52,1 % de la population et le russe par 43,8 %.